# Luis Scola
Luis Alberto Scola (Buenos Aires, 30 d'abril de 1980) és un jugador de bàsquet argentí. Actualment pertany a la plantilla del Pallacanestro Varese d'Itàlia. Anteriorment ha jugat amb el Ferro Carril Oeste, el Gijón Baloncesto, el Saski Baskonia, els Houston Rockets, els Phoenix Suns, els Indiana Pacers, els Toronto Raptors i els Brooklyn Nets.

## Trajectòria

### Inicis a Argentina
Fill del jugador Mario Scola, va tenir el seu inici esportiu al club Ciutat de Buenos Aires. Luis Scola va començar a jugar a bàsquet des de molt petit i des dels 11 anys ha jugat en les categories inferiors del seu país. L'any 1991, va començar a jugar al club Ciutat de Buenos Aires, als 15 anys va arribar al Club Ferro Carril Oeste, on es va formar professionalment i va jugar-hi les seves primeres tres temporades de forma professional.

### Espanya
L'any 1998, amb 18 anys va emigrar al vell continent, on va ser fitxat pel Tau Ceràmica de Vitòria, que el va cedir al Gijón Baloncesto a la lliga LEB (segona divisió de bàsquet espanyola). En aquest equip hi va jugar 2 temporades. Després d'aquests dos anys es va incorporar el Tau Ceràmica, on va aconseguir els seus màxims èxits esportius, entre l'any 2000 i l'estiu del 2007.

### NBA
L'any 2002 va ser seleccionat en la segona ronda del draft de l'NBA amb el número 56 pels San Antonio Spurs.
El juliol de 2007, San Antonio Spurs traspassà els drets de Scola a Houston Rockets, equip el qual li va fer un contracte de 3 anys. Entre 2007 i 2012 Scola, milità als Houston Rockets. Va debutar en pretemporada amb derrota davant New Orleans Hornets, jugant 23 minuts, anotant 8 punts i capturant 7 rebots. Va jugar el seu primer partit davant el seu nou públic en pretemporada, l'11 d'octubre, amb victòria davant l'equip grec Panathinaikos BC, encistellant 17 punts i capturant 6 rebots en 26 minuts. Ja en temporada regular, hi va fer 5 grans partits, davant San Antonio Spurs, Phoenix Suns, Miami Heat, Memphis Grizzlies i Los Angeles Lakers, anotant 20 punts davant tres primers, 22 contra Memphis i 24 contra els Lakers (la puntuació més alta en play-offs de la seva carrera a l'NBA), capturant 4, 11, 9, 5 i 12 rebots respectivament i jugant 30, 38, 36, 29 i 36 minuts respectivament. Al final de la temporada va fer de mitjana 10 punts i 6 rebots, cosa que li va suposar aparèixer al Millor quintet de rookies de l'NBA. El 13 març 2010, va anotar la seva màxima quantitat de punts en la seva carrera, 44 davant els New Jersey Nets.
El 12 de juliol de 2012, Houston Rockets prescindí dels seus serveis i posà fi a una estada de cinc temporades. El 15 de juliol, els Phoenix Suns van signar amb Scola un contracte per les properes 3 temporades.
El juliol de 2015 es va fer oficial el seu fitxatge pels Toronto Raptors per la temporada següent.

### Selecció Argentina
El setembre 2007 fou l'MVP en el preolímpic de Las Vegas. Va ser el màxim anotador del Mundial de bàsquet de 2010 amb 244 punts, una mitjana de 27,1 punts per partit.
El 2011 va formar part de la selecció argentina que va guanyar el Torneig de les Amèriques de 2011, del qual fou MVP amb una mitjana de 21,4 punts per partit, i també va ser inclòs en el quintet ideal d'aquest torneig.

## Palmarès
Scola ha aconseguit els seus títols més importants amb la selecció argentina i amb el Saski Baskonia.

### Selecció argentina
- Medalla d'or en el Torneig de les Amèriques de Neuquén el 2001.
- Medalla de plata al Campionat del Món de 2002 celebrat a Indianapolis.
- Medalla d'or en els Jocs olímpics d'Atenes de 2004.
- Medalla d'or al Fiba Diamond Ball el 2008.
- Medalla de bronze en els Jocs Olímpics de Pequín de 2008.
- Medalla d'or en el Torneig de les Amèriques de Mar del Plata 2011.
- Medalla de plata al Campionat del Món de 2019 celebrat a la Xina.

### Clubs
- Rookie de l'Any de la lliga ACB (2000)
- 3 Supercopes d'Espanya el 2005, 2006 i 2007.
- 3 Copes del rei espanyoles, amb el Tau Ceràmica en els anys 2001-2002 2003-2004 i 2005-2006.
- 1 Campionat de la lliga ACB, amb el Tau Ceràmica l'any 2001-2002.
- 2 cops MVP de l'ACB (2005) i (2007)

## Rècords
- El 7 de març de 2007 va marcar 25 punts en el partit entre el Tau Ceràmica de Vitòria i el Maccabi Tel Aviv arribant als 1.998 punts en l'Eurolliga, essent el màxim anotador de la competició.[5]
- El 12 de març de 2010 va anotar 44 punts jugant pels Houston Rockets, davant el seu rival de torn, New Jersey Nets, sent el màxim anotador del partit i trencant el seu rècord de punts des que va arribar a l'NBA, a més, aconseguí 12 rebots, arrodonint un partit sensacional en què va triomfar 116-108.[6]
- El 2 de setembre de 2010 va batre el rècord d'anotacions d'un jugador argentí en els Mundials, durant el partit de la seva selecció davant Sèrbia a Kayseri, al Mundial de Turquia 2010. Va superar la marca de 331 punts d'Ernesto Gehrmann.[7]
- El 7 de setembre de 2010 va anotar 37 punts, batent el rècord d'anotacions d'un jugador argentí en un mateix partit d'un Mundial, durant el partit de la seva selecció contra el Brasil a Istanbul, al Mundial de Turquia 2010. Va superar la marca de 35 d'Alberto Desimone.[8]
- El 2 de setembre de 2011 va fer 16 punts, convertint-se en el màxim anotador de la història de la Selecció Argentina de Bàsquet, davant la Selecció de Puerto Rico, al preolímpic de Mar Del Plata 2011, 81-74, a favor dels locals.
- El 12 de setembre de 2010 es va convertir en el màxim anotador en el mundial de bàsquet de 2010[4]

## Altres reconeixements
El 2010 va obtenir el Premi Konex Diploma al Mèrit com un dels 5 millors basquetbolistes de la dècada de 2000-2009.
Scola és un reconegut seguidor del Club Atlético All Boys.